# Ela Weber

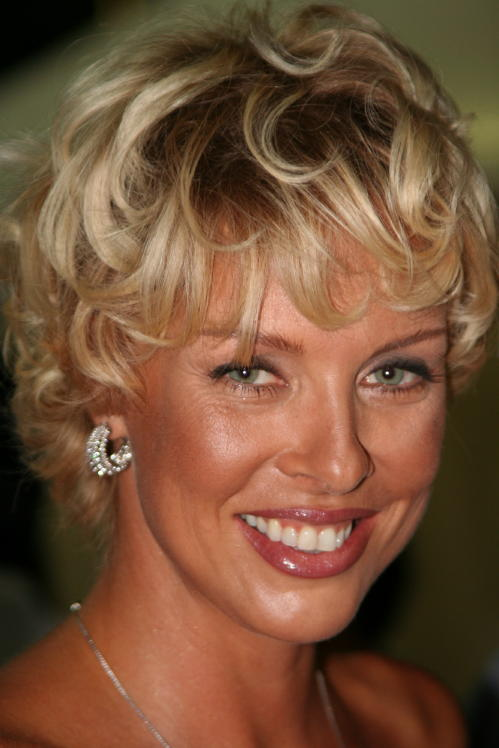
Ela Weber

Ela Weber (* 13. März 1966 in Dettelbach, Bayern; bürgerlich Manuela Hannelore Weber) ist eine deutsche Moderatorin. Sie ist in Italien eine der bekanntesten Ansagerinnen.

## Biografie
Ela Weber war Besitzerin einer Tankstelle. 1998 hatte sie ihren ersten Auftritt im italienischen Fernsehen auf Canale 5 in der Sendung "Telecamere a richiesta". Der Durchbruch gelang ihr 1996 als Assistentin des Moderators Paolo Bonolis. Daraufhin hatte sie ihren ersten Gastauftritt in den italienischen Filmen Uomini senza donne von Angelo Longoni und A spasso nel tempo von Carlo Vanzina.
Sie trat zu dieser Zeit auch in der Sendung Flieg mit Air-tl von Frank Elstner auf.
Ab Dezember 2000 moderierte sie mit Massimo Giletti die Sendungen "Awards Night Football" und "Domenica In go" mit Carlo Conti, Mara Venier und Antonella Clerici.
Im Juni 2000 war sie im deutschen Playboy zu sehen.
2004 nahm sie an der italienischen Sendung "The Farm" teil.
Sie ist seit dem 12. Juli 2009 mit Andrea Bonacci verheiratet.
Ela Weber engagiert sich für die Stiftung für Kinder aus der Erdbebenregion der Abruzzen.

## Diskografie
- Voglio solo amare (2008)

## Fernsehsendungen
- 1996: Telecamere a richiesta
- 1996–1997: Tira e molla
- 1998: Tappeto volante
- 1998–2000: Goleada
- 1999: Crazy Camera
- 1999–2000: Sette per uno
- 2000: Serata premiazione calcio
- 2001–2002: Domenica In
- 2004: La fattoria
- 2008: L’isola dei famosi
- seit 2013: Pasta pasta und pasta
- seit 2014: Il piatto è servito